# Detlef Frahm
Detlef Frahm (* 14. Juni 1886 in Großenrade; † 18. Mai 1969) war ein deutscher Politiker der CDU.

## Leben und Beruf
Nach dem Besuch der Volksschule absolvierte Frahm, der evangelischen Glaubens war, eine landwirtschaftliche Lehre. Später übernahm er den elterlichen Bauernhof in Großenrade. Er war Mitglied der Kreisbauernkammer, Vorstandsmitglied des Bauernverbandes Süderdithmarschen, Vorsitzender des landwirtschaftlichen Vereins Süderhastedt und Umgebung, Vorsitzender der Spar- und Darlehnskasse Großenrade, Vorsitzender der Viehverwertungsgenossenschaft Burg in Dithmarschen, Vorstandsmitglied der Schleswig-Holsteinischen Viehverwertung, Vorstandsmitglied der Genossenschaftsmeierei Großenrade und Vorstandsmitglied des landwirtschaftlichen Kreisvereins. Danker und Lehmann-Himmel charakterisieren ihn, der nicht der NSDAP beitrat, in ihrer Studie über das Verhalten und die Einstellungen der Schleswig-Holsteinischen Landtagsabgeordneten und Regierungsmitglieder der Nachkriegszeit in der NS-Zeit als „angepasst / ambivalent“.
Frahm war verheiratet und hatte sieben Kinder.

## Abgeordneter
Frahm gehörte von 1947 bis 1950 dem ersten Landtag von Schleswig-Holstein an.

## Öffentliche Ämter
Frahm war nach dem Zweiten Weltkrieg zeitweise Bürgermeister seiner Heimatgemeinde Großenrade.